# Kalasiris

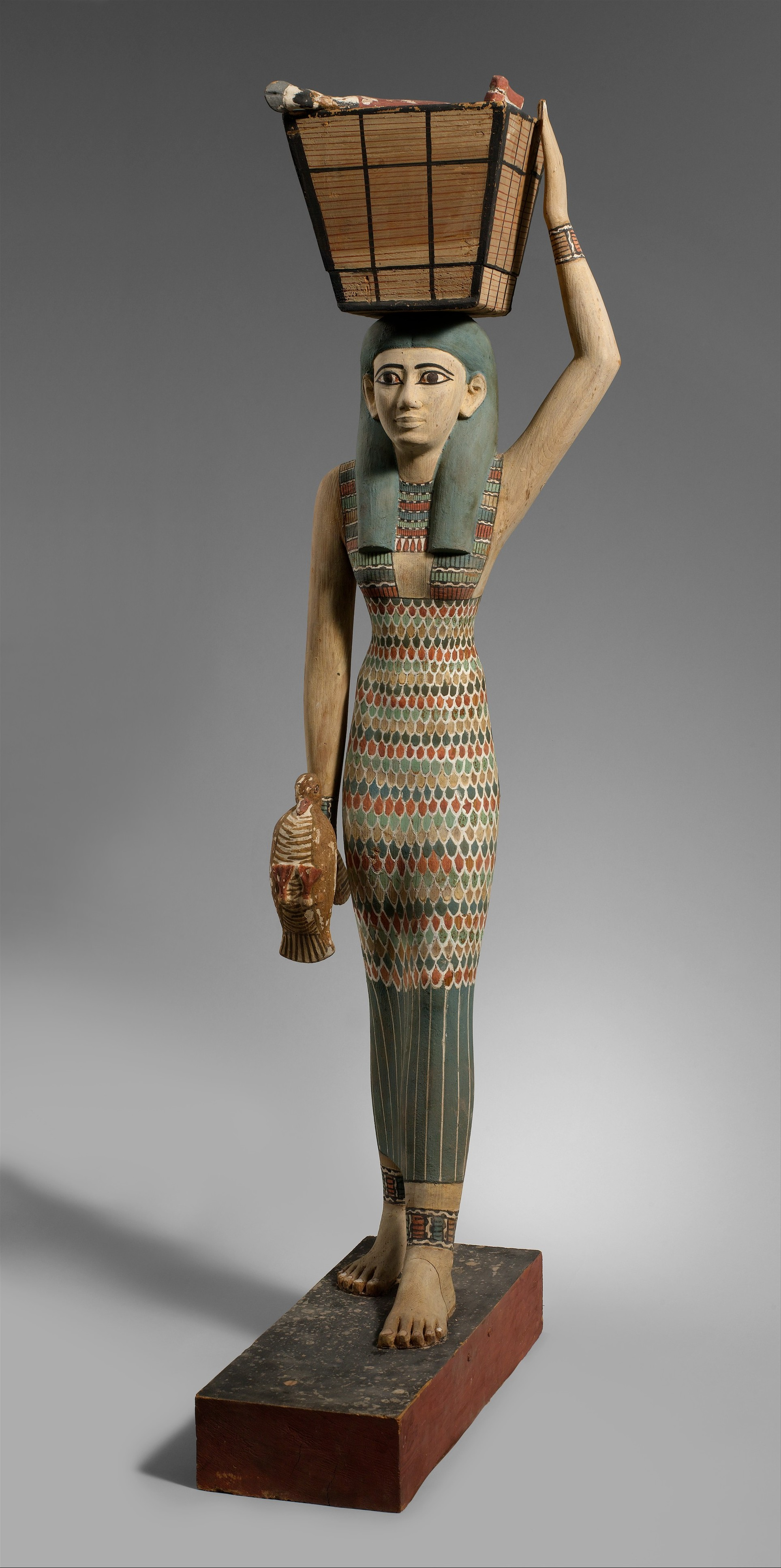
Mujer egipcia vestida con un kalasiris, XI dinastía.

El kalasiris era la prenda más distintiva e importante que usaron las mujeres de todas las clases sociales a lo largo de la historia del antiguo Egipto. Se trataba de un vestido confeccionado con tela de lino y que llegaba hasta los tobillos. Desde las primeras representaciones femeninas  en torno al año 2700 a. C., a principios del Imperio Antiguo hasta mediados de la Baja Época, en torno al 750 a. C., el kalasiris era el vestido habitual de la mujer egipcia. En su forma más primitiva, era un vestido en forma de tubo  ceñido, cosido a los lados, que se sujetaba con dos tirantes que se fijaban detrás del cuello. Los tirantes se unían en la parte delantera, el pecho quedaba descubierto y el largo llegaba hasta el tobillo. Otras versiones tenían un solo tirante que pasaba por encima de un hombro, pero seguían siendo ceñido. Con el tiempo evolucionó a estar cosido solo por uno de los lados y desde el Imperio Nuevo el término designaba a cualquier túnica larga tanto femenina como masculina.

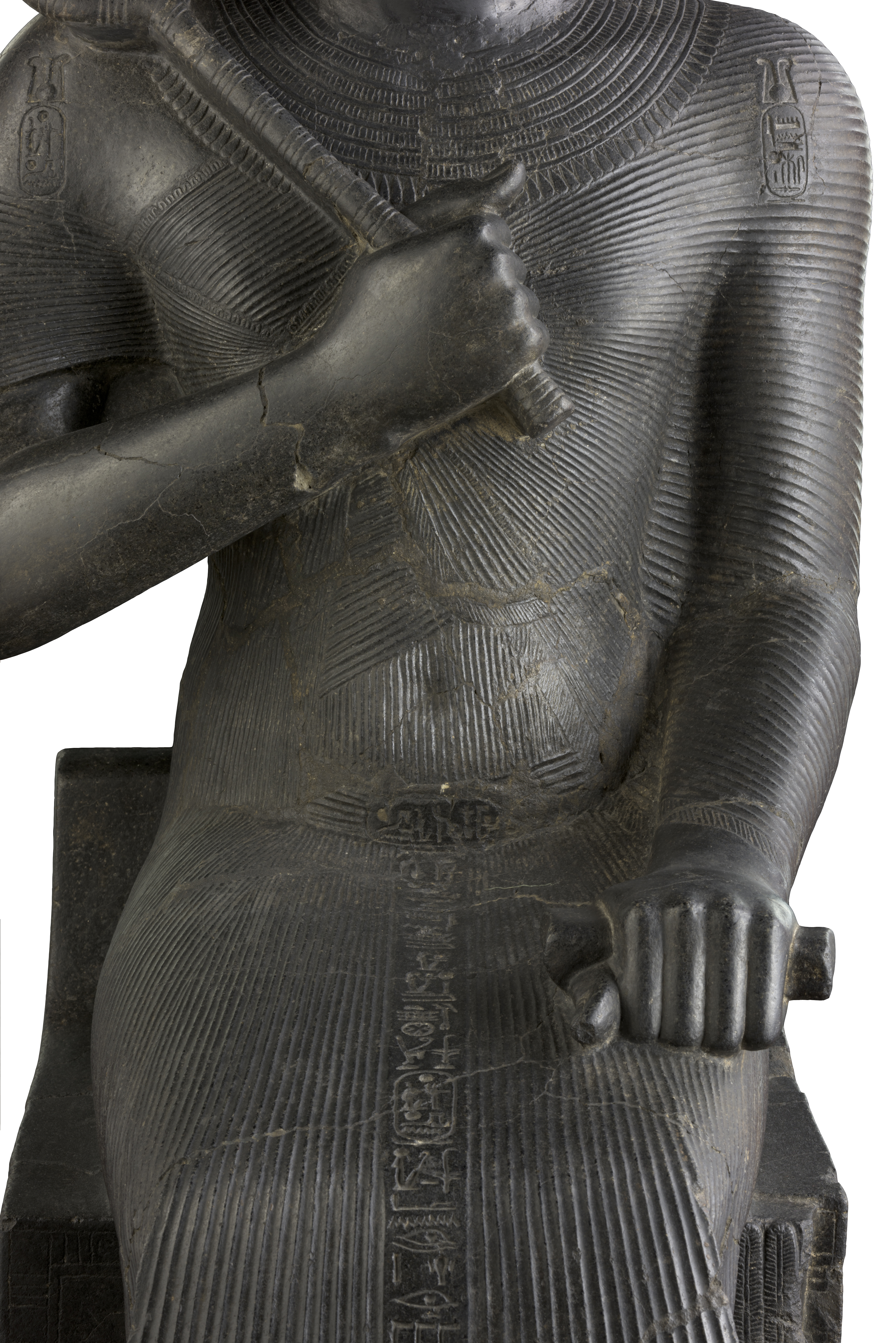
Detalle del kalasiris de la estatua de Ramsés II, Museo Egipcio de Turín.
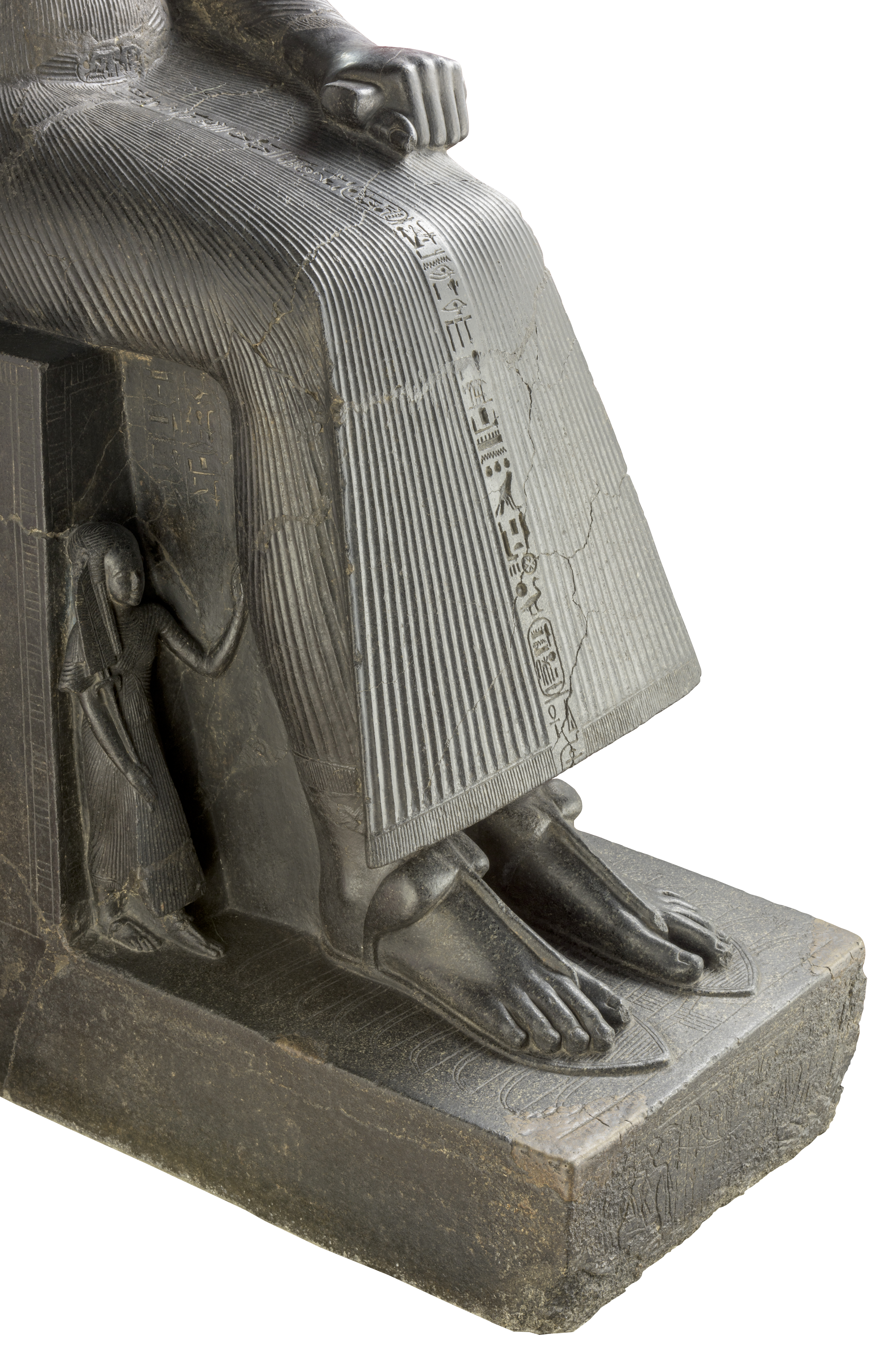
Detalle del kalasiris de la estatua de Ramsés II, Museo Egipcio de Turín.
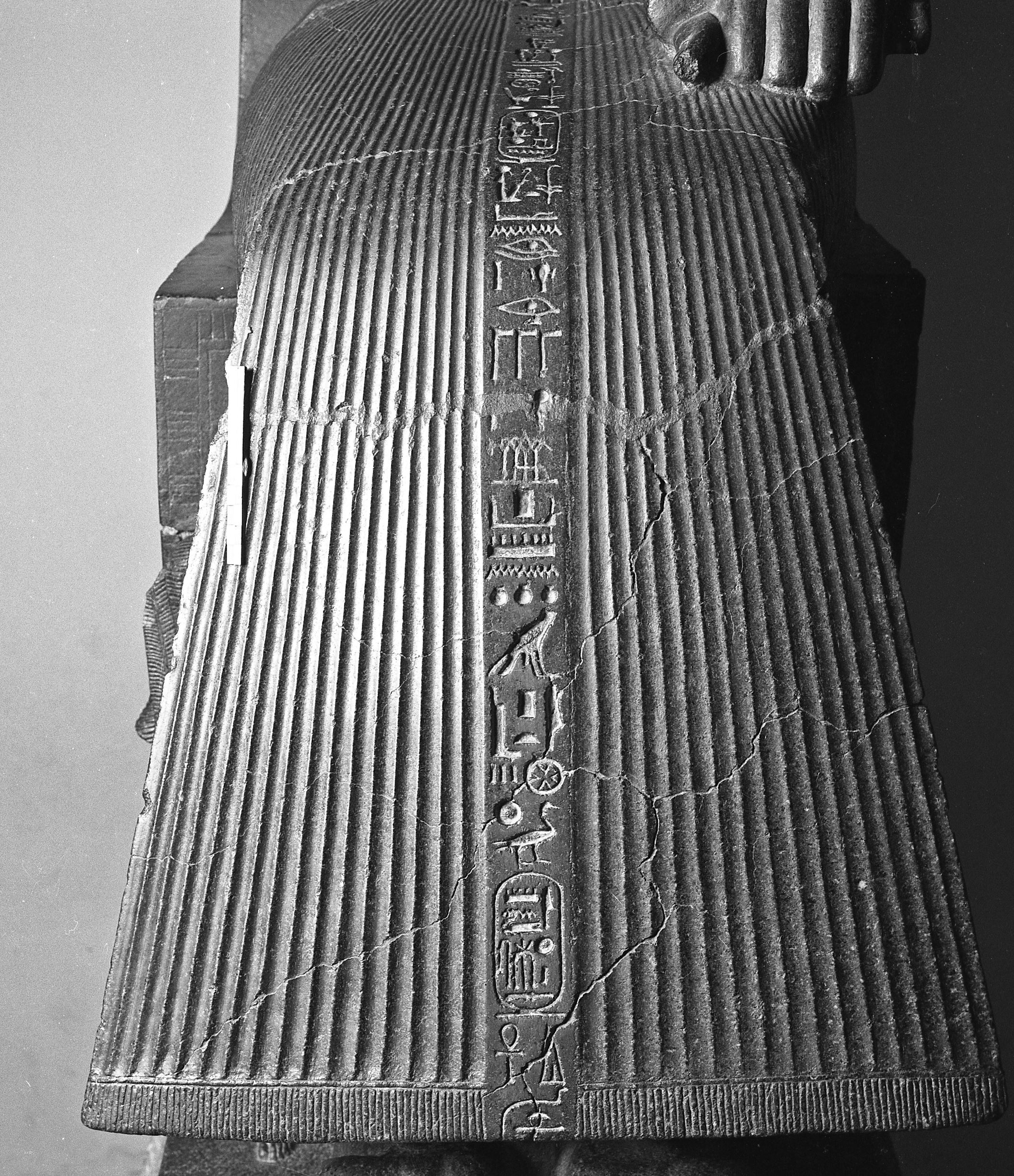
Detalle del kalasiris de la estatua de Ramsés II, Museo Egipcio de Turín.
Estatuilla que representa a una mujer con kalasiris, entre 1292 y 1190 a.C., Imperio Nuevo. Museo Egipcio de Turín.
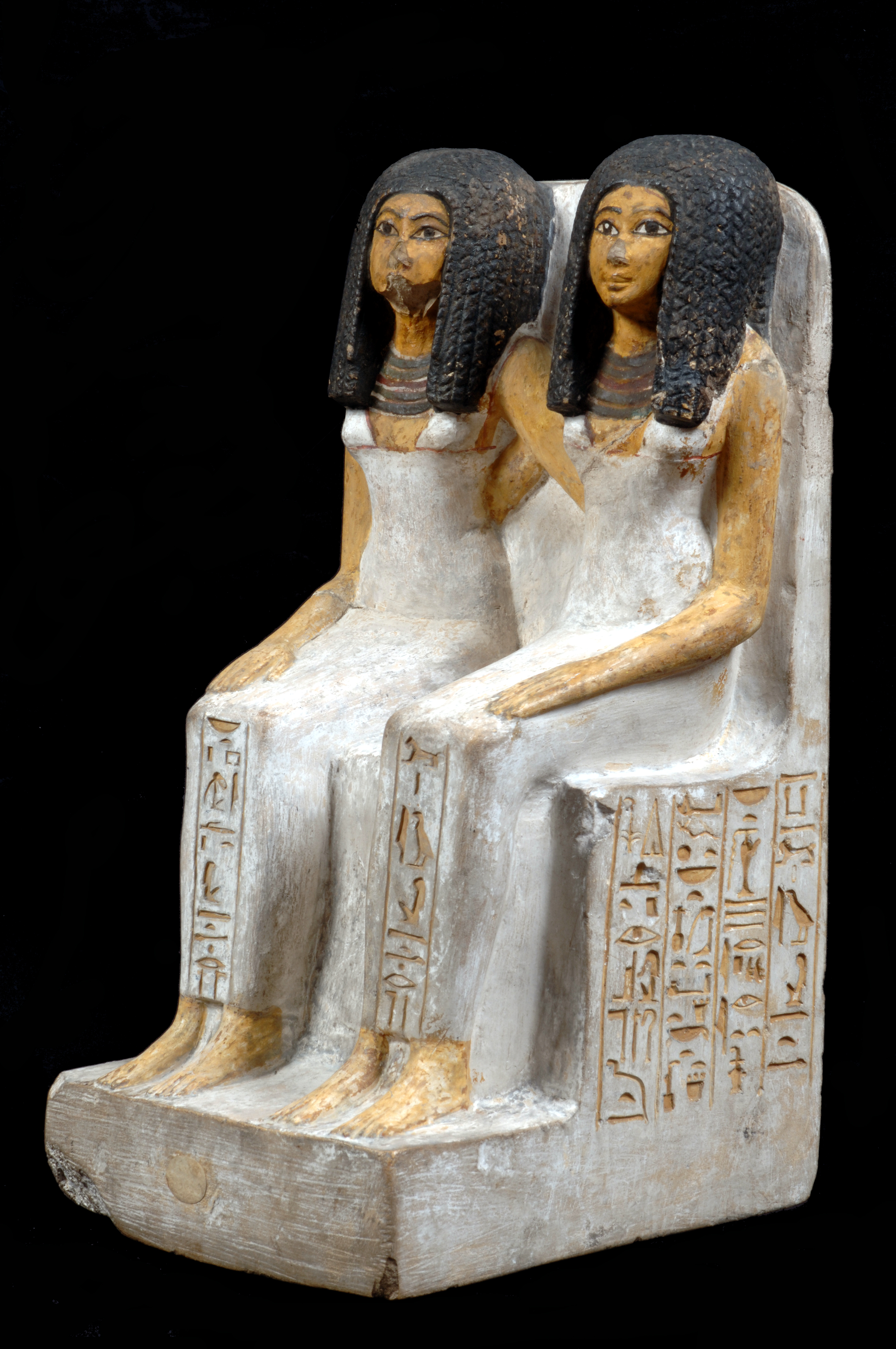
Estatua de Idet y Ruiu, entre 1480 y 1390 a.C., Imperio Nuevo.  Museo Egipcio de Turín.
Estatua de una reina, entre 332 y 30 a.C., época helenística. Museo Egipcio de Turín.